# Мёртвый якорь
Мёртвый якорь — устройство (приспособление), которое служит для постоянного закрепления ко дну с помощью цепи знаков для обстановки фарватера и других плавучих предметов. При плотном грунте дна мёртвый якорь может быть в виде винта с широкими лопастями, завинчиваемого при посредстве длинного стержня с соответственным наконечником, а при мягком грунте — в виде широкой чугунной тарелки, засасываемой песком.